# Cayman Brac
Pour les articles homonymes, voir Cayman et Brac.
Cayman Brac est l'une des trois îles du territoire britannique d'outre-mer des Îles Caïmans. Il s'agit d'un atoll surélevé.
Cayman Brac possède un aéroport (Gerrard Smith, code AITA : CYB).